# Arthon
Arthon is een gemeente in het Franse departement Indre (regio Centre-Val de Loire). De plaats maakt deel uit van het arrondissement Châteauroux. Arthon telde op 1 januari 2022 1.216 inwoners.

## Geografie
De oppervlakte van Arthon bedroeg op 1 januari 2022 46,8 vierkante kilometer; de bevolkingsdichtheid was toen 26 inwoners per km².
Het noordelijk deel van de gemeente bestaat uit bossen, het Forêt domaniale de Châteauroux.

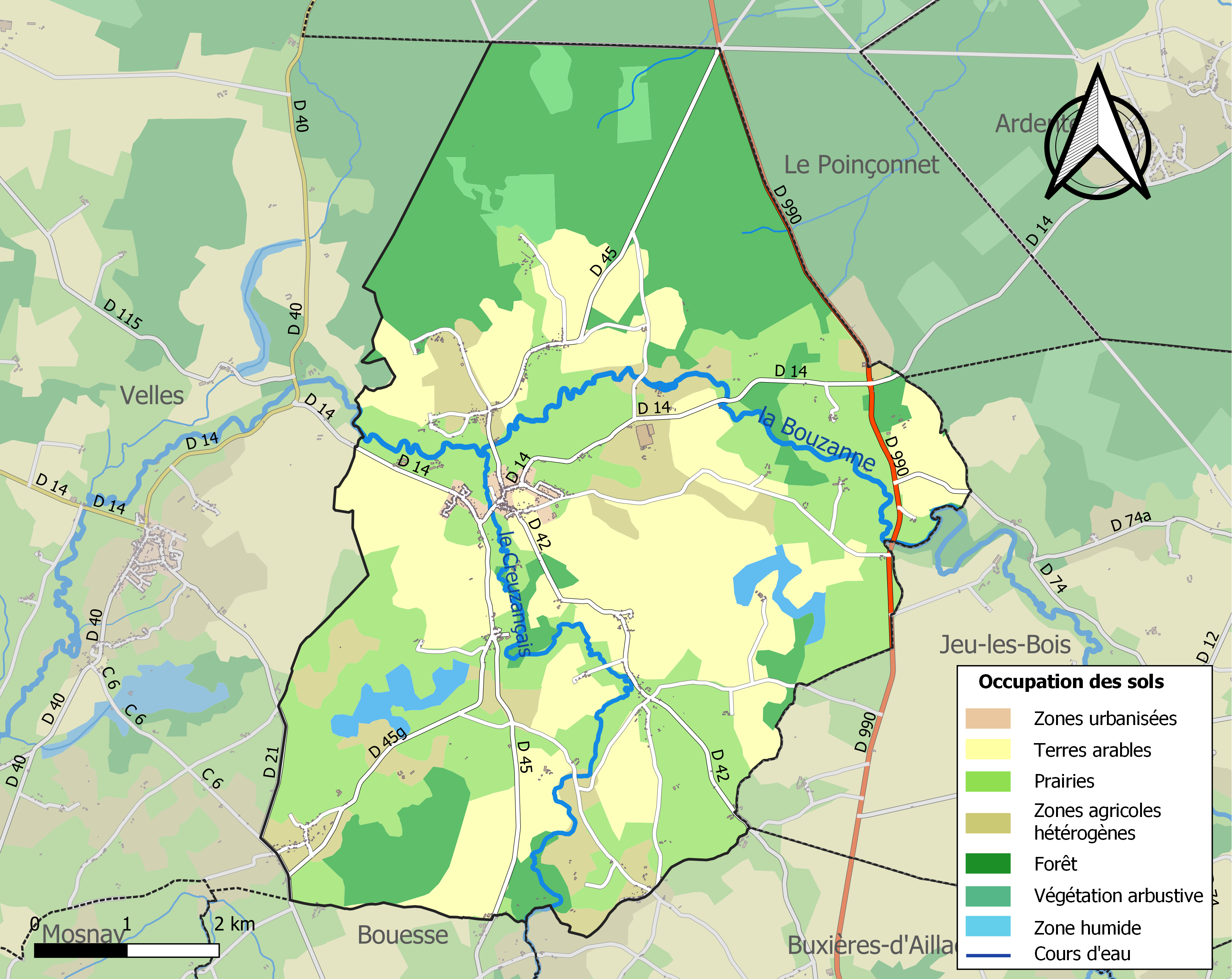
Kaart van de gemeente met de belangrijkste infrastructuur, bodemgebruik en omliggende gemeenten

## Demografie
Onderstaande figuur toont het verloop van het inwonertal (bron: INSEE-tellingen).